# Theodor Pixis
Pour les articles homonymes, voir Pixis.
Theodor Pixis (1er juillet 1831 - 19 juillet 1907) et un peintre, lithographe et illustrateur bavarois.

## Biographie
Né à Kaiserslautern, il est diplômé du Wilhelmsgymnasium à Munich en 1849 où il a été élève de Philipp von Foltz, puis étudie le droit. Il part en 1856 étudier en Italie. En 1859, il participe à la décoration du Bayerisches Nationalmuseum. À la demande de Maximilien II de Bavière, il crée trois peintures sur les histoires de Charles X et Charles XI. Par la suite, il réalise des illustrations pour un cycle de chansons populaires allemandes, ainsi que les illustrations pour Le Paradis perdu de John Milton. Louis II de Bavière lui commande une série de dessins illustrant les drames musicaux de Richard Wagner. Il invente un procédé nommé « Pixis-Patentmalerei » : avec l'aide de photographies, les peintures pouvaient être reproduites plus facilement. Il meurt à Pöcking le 19 juillet 1907. Une rue porte son nom dans sa ville natale de Kaiserslautern.

## Galerie

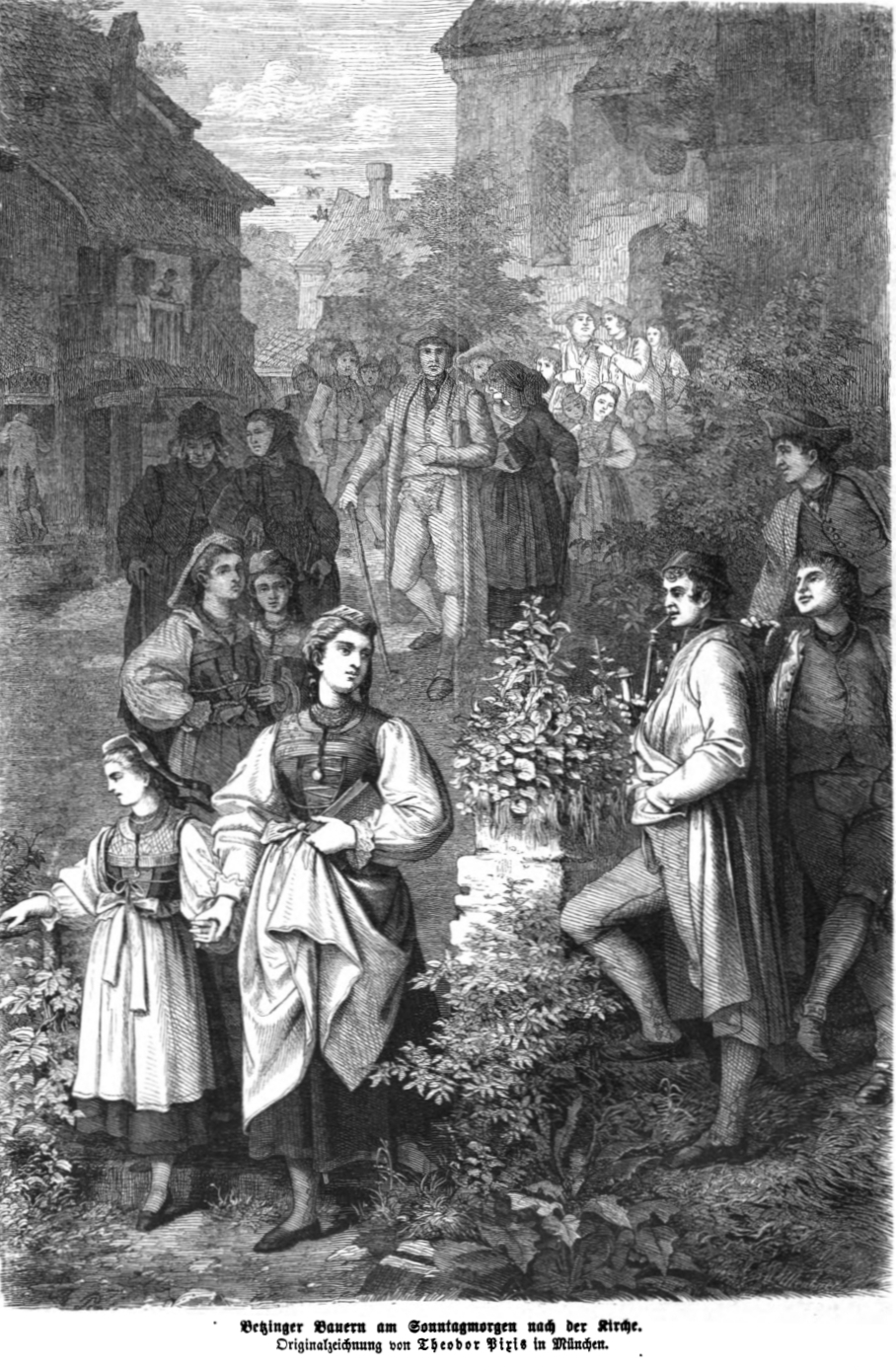
Die Gartenlaube (1864).
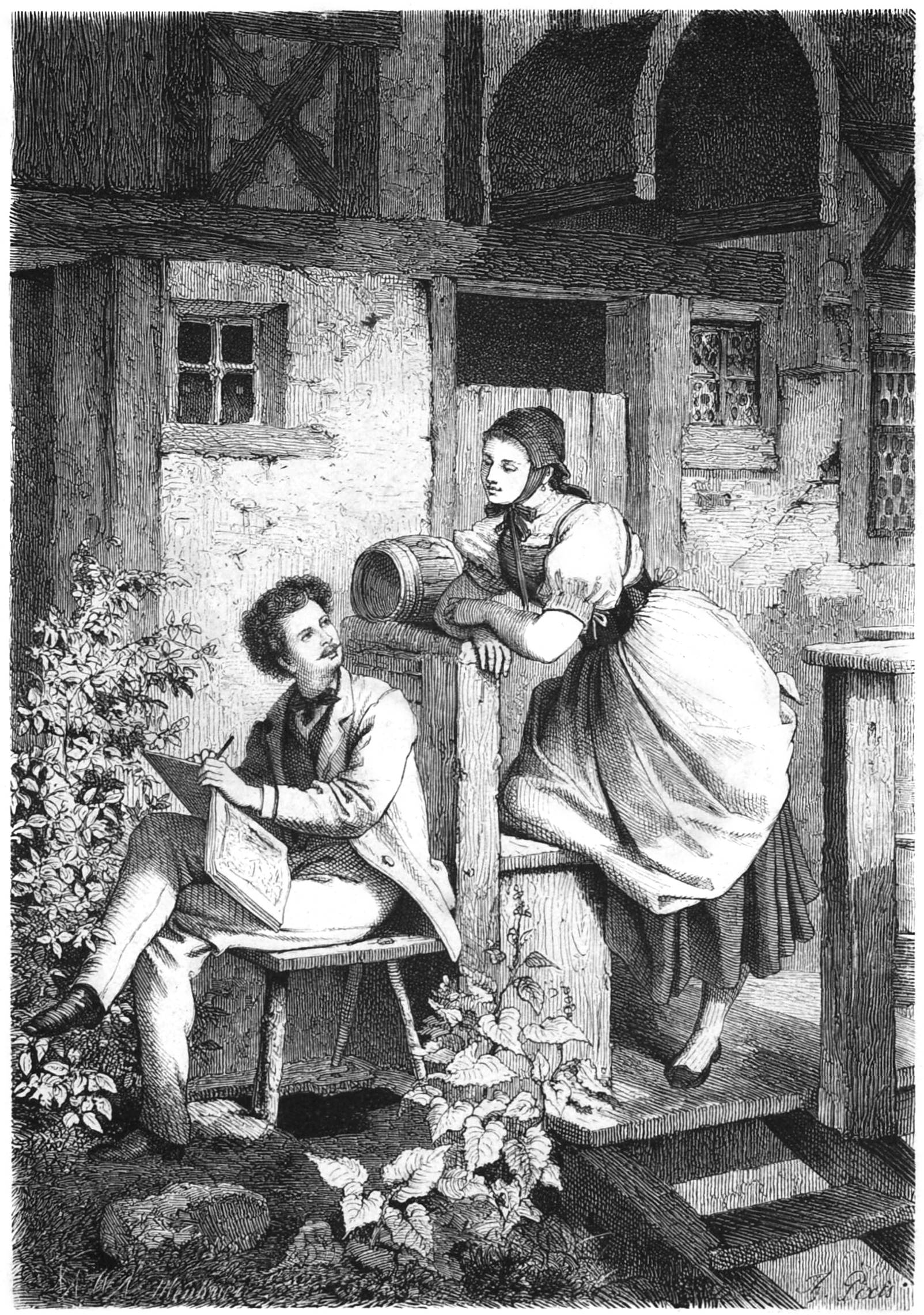
Die Gartenlaube (1869).
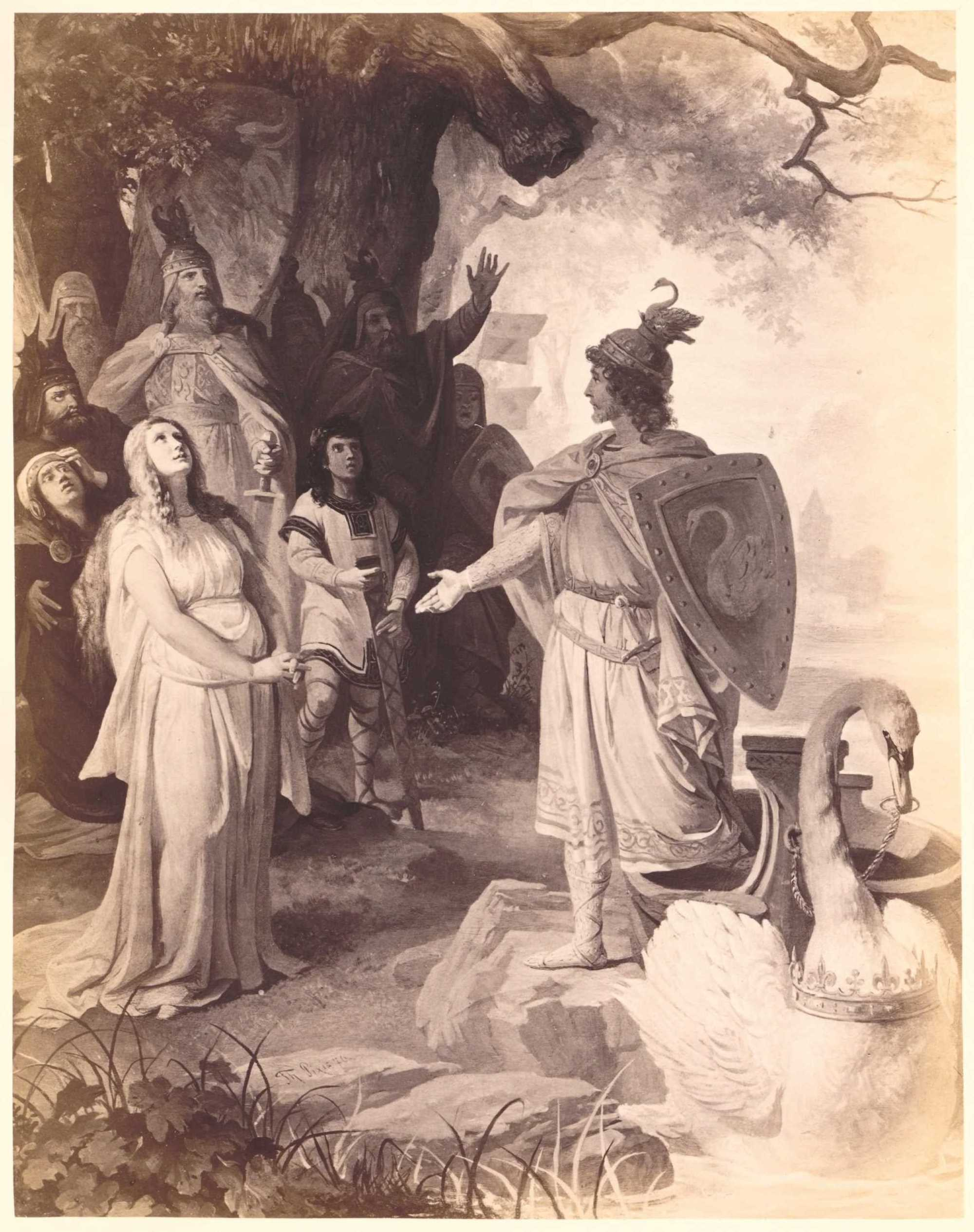
Galerie Richard Wagner.
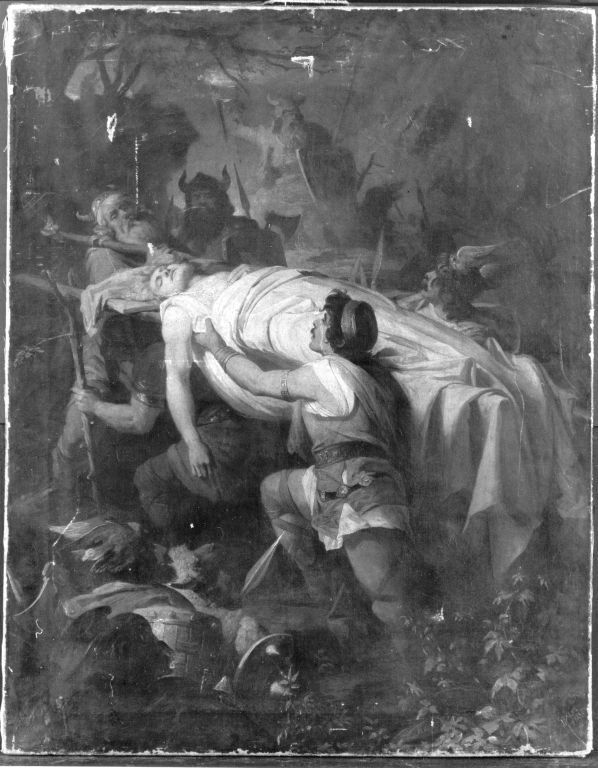
Aufbahrung des toten Siegfried.
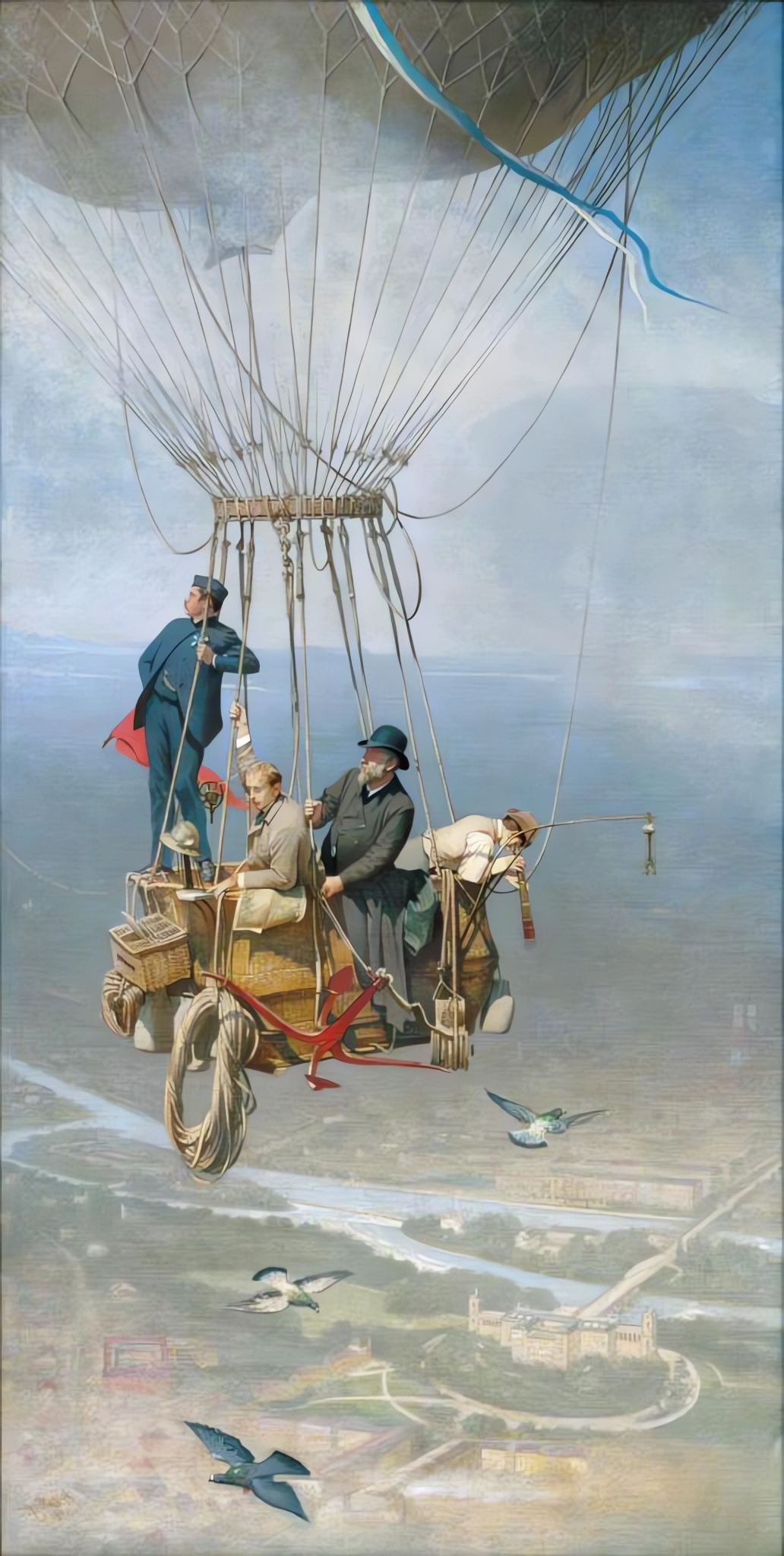
Tausend Meter über München, 1890.